# Orquestra Filarmônica de Luxemburgo
A Orquestra Filarmônica de Luxemburgo (em luxemburguês: Lëtzebuerger philharmoneschen Orchester; em francês: Orchestre philharmonique du Luxembourg) é a orquestra nacional de Luxemburgo, com sede na Cidade de Luxemburgo. Foi fundada em 1933 por Henri Pensis, que foi também o primeiro diretor musical da orquestra.
Na sequência da privatização 1991 da ' ' Compagnie Luxemburguise de Radiodiffusion ' ', em 1995, a RTL decidiu não renovar o seu contrato com a orquestra.  Posteriormente, o Governo luxemburguês estabeleceu a Fundação Henri Pensis para permitir que a orquestra continuasse a sua existência.  Em 1996, a orquestra adquiriu seu nome atual seus novos auspícios.

## Diretores musicais
- Henri Pensis
- Carl Melles
- Louis de Froment
- Leopold Hager (1981 - 1996)
- David Shallon (1997 - 2000)
- Bramwell Tovey (2002 - 2006)
- Emmanuel Krivine (2006)